# Юстас, Джеймс, 3-й виконт Балтингласс
Джеймс Юстас из Харристауна, 3-й виконт Балтингласс (англ. James Eustace, 3rd Viscount Baltinglass; 1530—1585) — англо-ирландский дворянин и пэр, старший сын Роуленда Юстаса, 2-го виконта Балтингласса (ок. 1505—1578), и Джоан, дочери Джеймса Батлера, 8-го барона Данбойна.
Семья Балтингласс традиционно ассоциировалась с семейством Фицджеральдов, графов Килдэр, но благоразумно оставалась верной королю Генриху VIII во время восстания «Шёлкового Томаса» в 1534—1535 годах. За лояльность им были предоставлены дополнительные титулы и земли. В 1545 году, Томас ФицЮстас (1480—1549), дед Джеймса, стал 1-м виконтом Балтинглассом в награду за лояльность английской короне. Но, подобно многим другим древнеанглийским семьям, ФицЮстасы впоследствии разочаровались политикой английской короны в Ирландии.
В круг влияния виконтов Балтингласс входили английские роды Планкетт, Диллон, Эйлмер, ФицСаймон, Седгрейв и Ньюджент. Внутри этого круга росло недовольство, и было решено поднять восстание против английского владычества. Ранее за высказывание своих взглядов Джеймс заслужил ночь в тюрьме, проповедь, штраф и длительную вражду архиепископа Дублинского Адама Лофтуса. Джеймс Юстас получил образование в Грей-инне, самом престижном из судебных иннов Лондона, и жил в Риме в течение 1570-х годов. Его наставником был влиятельный священник сэр Норман Юстас, который стал ревностным католиком и считал английскую королеву Елизавету I как незаконнорожденную еретичку. Как правило, английское правительство рассматривало Джеймса Юстаса как заблуждающегося, но не как угрозу.

## Брак
Джеймс Юстас женился на Мэри Трэверс (? — 28 ноября 1610), дочери и сонаследнице сэра Генри Трэверса из замка Монкстаун, единственного сына сэра Джона Трэверса от Дженет Престон. Брак Джеймса и Мэри оказался бездетным. Генри умер раньше своего отца. Мэри умерла в 1610 году, выйдя вторично замуж в 1587 году за сэра Джеральда Эйлмера (? — 1634), 1-го баронета из Донадеа, католика-лоялиста, неоднократно заключенного в тюрьму, но в конце концов освобожденного и посвященного в рыцари Елизаветой I и ставшего баронетом при короле Англии Якове I. Сэр Джон Трэверс из Монкстауна был связан с графом Килдэром. Он женился на Жанет Престон и в период с 1545 по 1551 год, получив множество земельных наделов, включая Ратмор и часть Хейнстауна (к востоку от Нейса), Томогу и поместья в графстве Карлоу. В 1589 году Мэри подала прошение о возвращении ей части своих земель, которые, должно быть, были обширны. С помощью сэра Джеральда Эйлмера, за которого она впоследствии вышла замуж, она получила во владение прецепторию Киллериг, графство Карлоу. Вскоре после ее смерти в 1610 году это поместье было поделено между несколькими получателями грантов, но в основном Монкстаун и его поместья в семи графствах были оставлены Генри Чиверсу, второму сыну её сестры Кэтрин.

## Восстание
Джеймс Юстас знал, что ему не хватает необходимой военной мощи, подходящей оперативной базы и боевого опыта, чтобы добиться успеха. Он знал, что если будет действовать независимо, то его мятеж будет легко подавлен. Партнером виконта Балтингласса в мятеже был Фиах (1534—1597), сын Хью Мак Шейна О’Бирна, который в свое время нанес поражение Роланду Юстасу, отцу Балтингла, в пограничном бою, который будет отмечаться стихами, восхваляющими военную доблесть Хью. Однако это не помешало союзу их сыновей.
Фиг О’Бирн и виконт Балтингласс оказались полезными партнерами в восстании, каждый из которых принес различные качества и активы, полезные для первоначального успеха восстания. Фиг обеспечивал военное руководство и привлек к своему знамени большую часть гэлов Лейнстера, считавших его своим защитником. Поддержка Балтинглассом католического дела придала восстанию дополнительное измерение, которого так боялось правительство. Без участия виконта Балтингласса и католического элемента в восстании восстание рассматривалось бы исключительно как гэльская вспышка. Она не получила бы сколько-нибудь значительной помощи от католиков из Пейла. Объединение прагматичного гэльского недовольства и идеалистического католического магната было новым и опасным событием в истории восстания против английской короны в Ирландии. Этот союз символизировал то, что пугало правительство. Это был знак грядущих событий.
В 1576 году, перед смертью своего отца, Джеймс Юстас подал жалобы на преследования католиков и незаконное налогообложение лорда-депутата сэра Генри Сиднея. Он и другие ведущие католики были заключены в тюрьму в 1577 году, и он был освобожден только вовремя, чтобы принять свой титул в следующем году. Большая часть их недовольства была направлена против политики, проводимой елизаветинскими чиновниками. Для финансирования военных кампаний против гэльских лордов и мятежных англо-ирландских магнатов английское колониальное правительство взимало военный налог, известный как cess, с жителей Пейла. Войска также были расквартированы на их землях. Это вызывало все более громкие жалобы как со стороны дворян Пейла, так и со стороны городских торговцев. До восстания виконта Балтингласса их недовольство было широко распространено. Это сообщество Пейла выступало против требований правительства об их активах для поддержания своей военной политики. Виконт Роланд Юстас, отец Джеймса, был известным лидером. Вместе с другими лидерами он был заключен в тюрьму в последние годы 1570-х годов Елизаветинской администрацией, которая рассматривала их оппозицию как мало чем отличающуюся от государственной измены. Такие действия правительства только усилили его непопулярность. Преобладающей верой в Пейле было католичество.
В глазах католиков росла угроза со стороны английского правительства, в котором доминировали протестанты, и это ощущение подкреплялось их заметным снижением участия в правительстве королевства. Протестанты английского происхождения все чаще занимали руководящие посты. Эти правительственные чиновники находили непримиримой концепцию католичества и лояльности. Напряженность была вызвана отлучением папой римским Пием V от церкви королевы Англии Елизаветы Тюдор в 1570 году. С возрастающей регулярностью сыновья католических семей Пейла покидали английские университеты и продолжали свое образование в католической Европе. В стенах этих континентальных колледжей преобладали догмы и доктрины католической контрреформации. Молодые бледнолицые были глубоко поражены их разоблачением. Их образование сделало их более воинственными по возвращении на родину.
В 1579 году Джеральд Фитцджеральд, 15-й граф Десмонд, поднял оружие в Манстере во второй раз против королевы Англии. Елизавета поручила Томасу Батлеру, 10-му графу Ормонду, подавить восстание графа Десмонда. В конце концов он так и сделал, но с безжалостной и ужасной суровостью. Летом 1580 года Джеймс Юстас, виконт Балтингласс, по-видимому, побуждаемый почти исключительно религиозными мотивами, собрал силы мятежников в графстве Уиклоу, с целью помочь графу Десмонду. Среди его союзников было много влиятельных католиков, некоторые из которых были его родственниками, а также большое количество ирландских клановцев во главе с Фиахом Макхью О’Бирн. Весть об этом вскоре достигла ушей графа Ормонда, шурина Джеймса Юстаса (Эдмунд Батлер, брат графа Ормонда, женился на Элеоноре Юстас, сестре виконта Балтингласса), которая, должно быть, послала ему суровое предупреждение, потому что есть дерзкий ответ виконта Балтингласса, позже предъявленный в качестве доказательства против него.
Поначалу восстание было на редкость успешным, и 25 августа 1580 года войска лорда-наместника потерпели сокрушительное поражение у перевала Гленмалур на севере страны, в горах Уиклоу, во владения виконта Балтингласса. Анналы четырех мастеров утверждается, что «вся территория страны от Слейни до Шеннона и от Бойна до слияния трех вод стала одной ареной раздоров и раздоров».
Но виконт Балтингласс никогда не координировал свои усилия с усилиями графа Десмонда и в любом случае начал слишком поздно. Почти год шли беспорядочные бои, но без крупных столкновений, и отряды Балтингласса захватили большую территорию, нанося большой урон, но затем были безнадежно подавлены. Отряд испанцев и итальянцев высадился в Смеруике, графство Керри, для того, чтобы помочь католическому делу, но когда они завершили длинный марш в 150 миль к Нейсу, они были взяты в плен и были убиты. Место этой резни, на южной окраине города, до сих пор называется Спаниардс-Кросс или Фоад-Спаниаг.

## Поражение и изгнание
Джеймс Юстас, виконт Балтингласс, и его последователи были объявлены вне закона, и сорок пять из них были повешены в Дублине. Джеймс Юстас бежал в Манстер, где граф Десмонд все еще бунтовал, а оттуда перебрался в Испанию. Его хорошо приняли, и только что не удалось уговорить короля Испании Филиппа II, чтобы обеспечить достаточное количество войск и кораблей для вторжения в Ирландию. Он скончался бездетным в Испании в 1585 году. Судьба его пяти братьев была такова:
- Эдмунд Юстас женился на Фрэнсис, дочери Роберта Пипхо, а во-вторых, на Джоан, дочери Ричарда Уолша из Каррикмайна, который впоследствии женился на Дермоте Каване из Нокангари. В 1583 году он бежал в Шотландию, а оттуда в Испанию, где был назначен папой римским «4-м виконтом Балтинглассом». Он служил против Англии в Непобедимой Армаде в 1588 году и умер в Португалии в 1594 году.
- Томас Юстас, был казнен в 1582 году.
- Уильям Юстас, несомненно, считался убитым в битве в 1581 году, так как официально сообщалось, что сэр Фрэнсис Уолсингем, государственный секретарь в Лондоне, получил информацию, что голова Уильяма Юстаса, еще одного из братьев Балтингласса, взята сегодня утром. Возможно, однако, что это сообщение не соответствует действительности и что он был предком Юстасов из Робертстауна. The Complete Peerage сообщает, что Вильгельм (4-й сын) был «убит во время восстания, 21 апреля. 1581.» Burke’s Extinct Peerage 1883 года сообщает, что Уильям (3-й сын)" не участвовал в восстании… (и был) … живет как Виконт Балтинглас, в 1610 году".
- Уолтер Юстас, был схвачен в 1583 году и казнен.
- Ричард Юстас, находился в Париже во время восстания, занимаясь организацией отправки боеприпасов и припасов для помощи своим братьям. Он стал священником в Риме.

Среди прочих Юстасов из графство Килдэр, кто принимал участие в восстании, были Морис из Каслмартина и Томас из Кердифстауна, которые оба были казнены, а также Джон из Ньюленда и Оливер из Блэкхолла, Клейн, которые в конце концов были помилованы, как и Морис Фицджеральд из Осберстауна, Нейс, который был мужем тети Балтингласса Джанет.
В 1585 году парламент принял Статут Балтингласса. В соответствии с этим законом титул и герб были конфискованы, и все обширные владения виконта Балтингласса были конфискованы, как это было обычно тогда, с ретроспективными оговорками, аннулирующими все передачи собственности, которые имели место в течение предыдущих двенадцати лет. Таким образом, Юстасы из Харристауна, бывшие некогда лордами Портлестера, Килкаллена и Балтингласса, были практически уничтожены. Джеймс и его братья сражались за то, что считали правильным, но потерпели неудачу, и за свою неудачу они дорого заплатили. Вдовствующая виконтесса Балтингласс, некогда гордая Батлер, а ныне мать «шести братьев-предателей», подала прошение (довольно трогательное, и мы можем себе представить, с каким результатом) о том, чтобы ей было позволено сохранить свое семейное положение или, наоборот, чтобы ей предоставили жилье.
Почти все конфискованные имения Балтингласса были пожалованы сэру Генри Харрингтону, который принимал активное участие в подавлении мятежа. Он продал их в 1617 году сэру Чарльзу Уилмоту, от которого они перешли, через сэра Джеймса Кэрролла и сэра Томаса Ропера — виконтам (впоследствии графам) Олдборо. Харристаун, Рочестаун и Калверстаун были пожалованы примерно в 1590 году Джону Юстасу из Каслмартина. Дом Балтингласса в Дублине и поместье Нью-Абби в Килкаллене было пожаловано поэту Эдмунду Спенсеру, который был секретарем лорда-наместника Артура Грея, 14-го барона Грея из Уилтона. Замок Ратфарнем и большая часть земель вокруг Ратфарнема также принадлежала семье Юстасов из Балтингласса. Однако это имущество также было конфисковано за их участие в Второе Восстание Десмонда 1579—1583 годах. Замок Ратфарнем и его земли были предоставлены в распоряжение семьи Лофтус.
Титул виконта Балтингласса был возрожден в 1685 году, когда полковник Ричард Тальбот из Картона получил титул виконта Балтингласса, но он умер без наследника шесть лет спустя. Он был вновь возрожден в 1763 году, когда Джон Стратфорд (1698—1777) получил титул виконта Балтингласса, но в 1776 году он был выдвинут на титул виконта Олдборо. Этот титул прервался в 1875 году. Юстасы из Каслмартина и Харристауна были связаны с его семьей дважды. Его отец Эдвард (? — 1740) женился вторым браком на Пенелопе, урожденной Юстас, одной из трех сонаследниц сэра Уильяма Мориса Юстаса (1590—1665), лорда-канцлера Ирландии. Его праправнучка Луиза Сондерс из Сондерс-Гроув вышла замуж в 1860 году за Томаса Тикелла, потомка и наследника Клотильда, сестры Пенелопы.